# Liberalna Partia Lewicy
Liberalna Partia Lewicy (norw. Frisinnede Venstre) – norweska partia polityczna działająca w latach 1909–1945.
Partia powstała 3 marca 1909 z inspiracji byłego premiera, Christiana Michelsena, składała się głównie z polityków związanych wcześniej z konserwatywną frakcją Norweskiej Partii Liberalnej. FV współpracowała ściśle z Norweską Partią Konserwatywną i tworzyła z nią koalicyjne rządy w latach 1907–1908, 1910–1913, 1920–1921, 1923–1924 i 1926–1928. Z jej ramienia premierami kraju byli Abraham Berge i Wollert Konow
W wyborach w 1909 roku partia zdobyła w parlamencie 26 miejsc, ale wraz z kolejnymi wyborami ta liczba malała. Ostatecznie w 1933 partia nie wprowadziła do parlamentu ani jednego przedstawiciela. W tym samym roku zmieniła nazwę na Liberalną Partię Ludową (Frisinnede Folkeparti). Jedną z przyczyn porażki mogło być podjęcie współpracy z faszyzującym Zjednoczeniem Narodowym (Nasjonal Samling), partia współpracowała z NS także w 1936 roku. Większość członków partii przystąpiła w tym czasie do konserwatystów, a w 1945 roku partia została rozwiązana.

## Lista przewodniczących
- 1909–1910: Abraham Berge
- 1910–1912: Magnus Halvorsen
- William Martin Nygaard
- Erik Mathiassen Enge
- Bernt Holtsmark
- 1923–1924: Oluf Christian Müller
- 1930–1931: Anton Wilhelm Brøgger
- 1933: Rolf Thommessen